# Kaká
Ricardo Izecson dos Santos Leite (tiếng Bồ Đào Nha: [ʁiˈkaɾdu iˈzɛksõ duˈsɐ̃tus ˈlejt͡ʃi]; sinh ngày 22 tháng 4 năm 1982), thường được gọi là Ricardo Kaká hoặc Kaká, là một cựu cầu thủ người Brasil cầu thủ bóng đá chuyên nghiệp từng chơi ở vị trí tiền vệ tấn công Trong thời kỳ đỉnh cao với tư cách là một cầu thủ kiến tạo tại AC Milan, giai đoạn được đánh dấu bằng những đường chuyền sáng tạo, khả năng ghi bàn và những pha rê bóng từ hàng tiền vệ, Kaká được nhiều người coi là một trong những cầu thủ xuất sắc nhất trong thế hệ của mình. Với thành công ở cấp độ câu lạc bộ và quốc tế, anh ấy là một trong chín cầu thủ đã giành được Giải vô địch bóng đá thế giới, UEFA Champions League và Quả bóng Vàng.
Kaká ra mắt câu lạc bộ chuyên nghiệp ở tuổi 18 tại São Paulo ở Brazil vào năm 2001, và màn trình diễn của anh ấy với câu lạc bộ đã dẫn đến việc anh gia nhập câu lạc bộ Serie A AC Milan vào năm 2003. Tại Ý, Kaká đã giúp Milan giành chức vô địch Serie A trong mùa giải đầu tiên của anh . Milan đã về nhì tại UEFA Champions League 2004–05 với Kaká là cầu thủ kiến tạo hàng đầu của giải đấu, và anh được vinh danh là Tiền vệ xuất sắc nhất của UEFA. Anh đã dẫn dắt Milan giành chức vô địch UEFA Champions League 2006–07 và là cầu thủ ghi nhiều bàn thắng nhất của giải đấu. Những màn trình diễn của anh đã giúp anh giành được danh hiệu Cầu thủ xuất sắc nhất thế giới của FIFA, Quả bóng vàng 2007 và Cầu thủ xuất sắc nhất năm của các câu lạc bộ UEFA. Sau sáu năm gắn bó với Milan, Kaká gia nhập Real Madrid vào năm 2009 với mức phí chuyển nhượng 67 triệu €, đây là mức phí chuyển nhượng cao thứ hai vào thời điểm đó. Tuy nhiên, sau bốn mùa giải gặp rắc rối với chấn thương ở Tây Ban Nha, khiến khả năng vận động thể chất của anh suy giảm nhanh chóng, anh đã trở lại AC Milan trong một mùa giải duy nhất vào năm 2013, trước khi gia nhập câu lạc bộ mở rộng MLS Orlando City. Ban đầu, anh trở lại câu lạc bộ cũ São Paulo dưới dạng cho mượn, trước khi trở lại Orlando vào năm 2015 và giải nghệ vào năm 2017.
Kaká ra mắt đội tuyển quốc gia Brazil vào năm 2002, và được chọn vào đội hình vô địch FIFA World Cup năm đó. Là một thành viên lâu đời của đội tuyển tham dự World Cup 2006, anh là một phần của bộ tứ được ca ngợi nhiều bao gồm Ronaldo, Adriano và Ronaldinho, những người cuối cùng đã thi đấu kém cỏi tại giải đấu trước khi anhxuất hiện lần cuối cùng tại World Cup vào năm 2010. Anh cũng là một thành viên đội tuyển Brazil vô địch Cúp Liên đoàn các châu lục 2005 và 2009, giành giải Quả bóng vàng năm 2009 với tư cách là cầu thủ xuất sắc nhất giải đấu.
Ngoài các giải thưởng cá nhân của mình, từ năm 2006 đến 2009, anh đã ba lần được xướng tên trong cả đội hình của năm và Đội hình xuất sắc nhất năm của UEFA. Năm 2010, anh được ghi tên vào Đại sảnh Danh vọng AC Milan. Là một trong những vận động viên nổi tiếng nhất thế giới trong sự nghiệp thi đấu của mình, Kaká là vận động viên thể thao đầu tiên có 10 triệu người theo dõi trên Twitter. Ngoài sân cỏ, Kaká được biết đến với công việc nhân đạo, nơi anh trở thành đại sứ trẻ nhất của Chương trình Lương thực Thế giới của Liên Hợp Quốc vào năm 2004. Với những đóng góp trong và ngoài sân cỏ, Kaká đã được Time liệt kê là một trong 100 người có ảnh hưởng nhất thế giới vào năm 2008 và 2009.

## Thiếu niên
Kaká là con trai của bà Simone Cristina dos Santos Leite, làm nghề giáo viên và ông Bosco Izecson Pereira Leite, một kỹ sư. Anh còn có một người em trai, Rodrigo (thường gọi Digão), đang chơi cho đội hình của Milan. Năm Kaká lên 7 tuổi, gia đình anh chuyển đến São Paulo. Trường học đã chọn anh vào đội tuyển mang tên "Alphaville Tennis Club," mà sau đó đội bóng đã giành chức vô địch tại một giải trong khu vực và Kaká là cầu thủ xuất sắc nhất giải này. Những thành công ban đầu đã khiến anh được São Paulo FC để mắt tới, sau đó họ gọi anh vào đội hình trẻ của câu lạc bộ.
Năm 12 tuổi, Kaká cùng đội trẻ của São Paulo tham dự giải đấu Reebok Cup tại Mỹ và anh đoạt giải cầu thủ xuất sắc nhất. Tuy vậy, anh vẫn tiếp tục học ở Batista cho đến năm 14 tuổi, lúc đó anh là một tình nguyện viên trong nhà thờ Cambuci.
Năm 18 tuổi, một tai nạn không may khi đi bơi suýt chút nữa đã khiến Kaká phải giã từ bóng đá vì bị chấn thương cột sống có thể bị bại liệt. Nhưng sau đó anh đã bình phục hoàn toàn một cách khó tin. Anh cho rằng đó là nhờ ơn Chúa Trời, điều này cũng lý giải vì sao anh có một đức tin nhiệt thành đối với Chúa. Kaká cũng dâng một phần mười lợi tức của mình cho nhà thờ theo lời dạy của Kinh Thánh.

## Sự nghiệp cấp câu lạc bộ

### São Paolo
Kaká bắt đầu sự nghiệp cấp câu lạc bộ với São Paulo vào năm 9 tuổi. Anh ký tiếp một hợp đồng vào năm 15 tuổi và giúp tuyển trẻ này đoạt Copa de Juvenil.
Kaká khởi đầu sự nghiệp trưởng thành vào tháng 1 năm 2001 và ghi 12 bàn trong 27 lần xuất trận, góp phần giúp São Paulo giành chức vô địch Torneio Rio-São Paulo đầu tiên và duy nhất cho đến nay. Anh ghi 10 bàn trong 22 trận ở mùa sau đó, và khả năng của anh nhanh chóng thu hút sự chú ý từ các câu lạc bộ châu Âu. Tổng cộng Kaká đã chơi 146 trận cho São Paulo và ghi 58 bàn.

### AC Milan

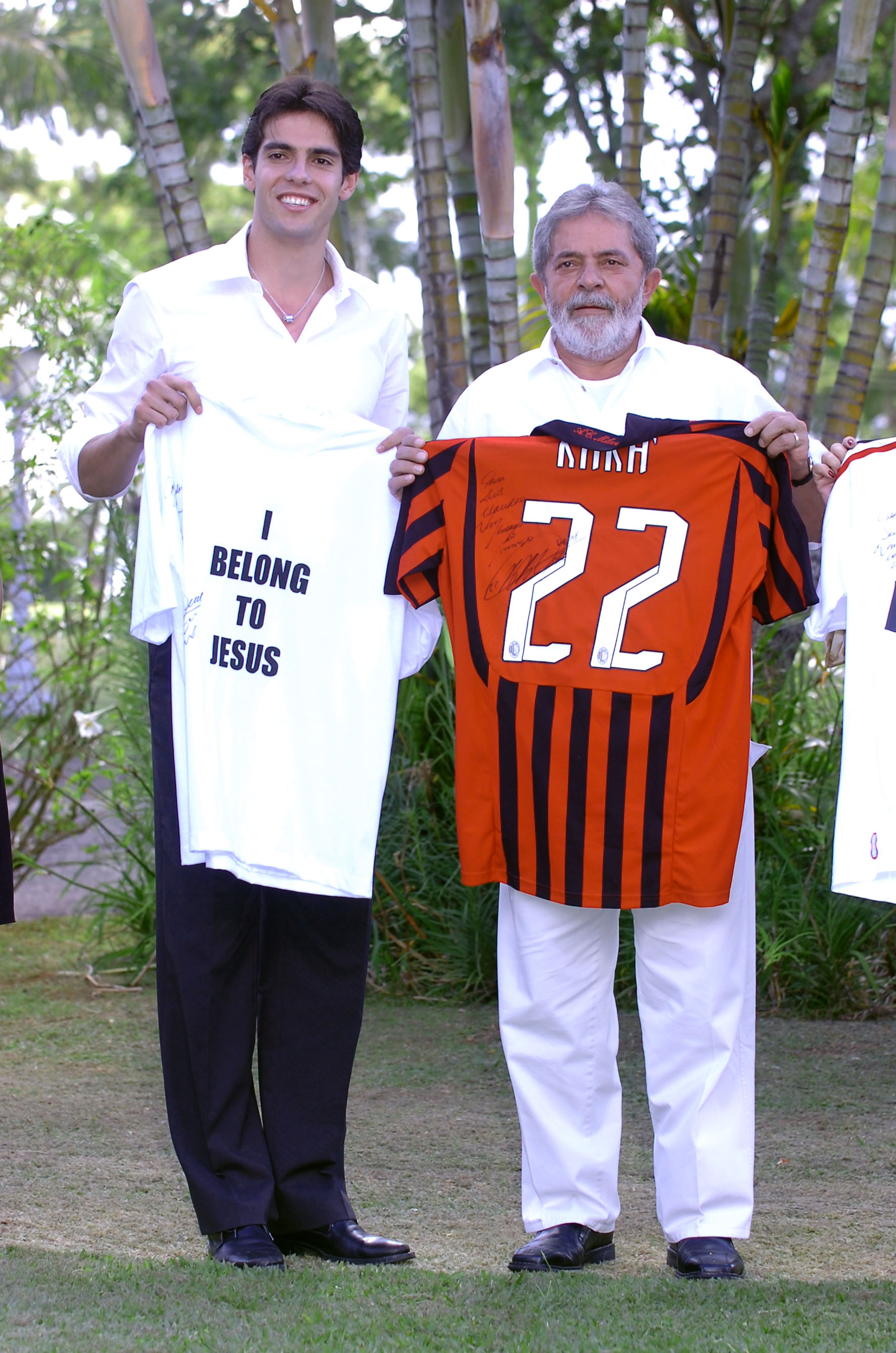
Kaká và Tổng thống Brasil Lula

A.C. Milan, CLB vừa giành chức vô địch Champions League năm 2003, đã mua anh với giá $8.5 triệu, một mức phí được chủ tịch câu lạc bộ Silvio Berlusconi coi là "nhỏ". Anh hoà nhập rất nhanh với câu lạc bộ mới và thi đấu cho AC Milan trong 6 mùa giải. Trận đấu đầu tiên của Kaká tại Serie A là chiến thắng 2-0 của Milan trước A.C. Ancona. Anh đã ghi 10 bàn trong 30 trận thi đấu trong mùa giải đó, và AC Milan giành Scudetto cùng Siêu cúp châu Âu. Kaká được chọn là một trong năm tiền vệ tiêu biểu trong mùa bóng 2004–05, thường chơi trong vai trò hộ công phía sau tiền đạo Andriy Shevchenko. Mùa giải 2004-2005, anh đã ghi 7 bàn trong 36 trận ở giải quốc nội cho AC Milan và đội bóng này đã về đích ở vị trí thứ hai sau Juventus. Dù AC Milan thua trong trận chung kết UEFA Champions League 2004-05 trước Liverpool F.C. ở loạt penalty, anh vẫn được chọn là tiền vệ xuất sắc nhất giải đấu, và đứng thứ 9 trong danh sách bầu chọn, với 19 phiếu, cho giải Quả bóng Vàng châu Âu năm 2005.
Trong mùa giải 2005–06, Kaká lần đầu tiên lập hat-trick trong cả giải quốc nội và châu Âu. Ngày 9 tháng 4 năm 2006, anh lập hat-trick vào lưới Chievo Verona. Cả ba bàn thắng đều diễn ra trong hiệp hai. Bảy tháng sau, anh lần đầu lập hat-trick ở Champions League trong chiến thắng 4–1 trước RSC Anderlecht. Làng bóng đá bắt đầu cho rằng anh sẽ trở thành một siêu sao. Sau khi Rui Costa chuyển sang Benfica ở cuối mùa giải, và dù nhiều fan hâm mộ AC Milan yêu cầu, Kaká vẫn không đổi số áo 22 đang mặc lấy áo số 10 của Rui Costa để lại, một số áo thường gắn liền với các tên tuổi hàng đầu thế giới (cuối cùng số áo này được trao cho người đồng đội Clarence Seedorf).

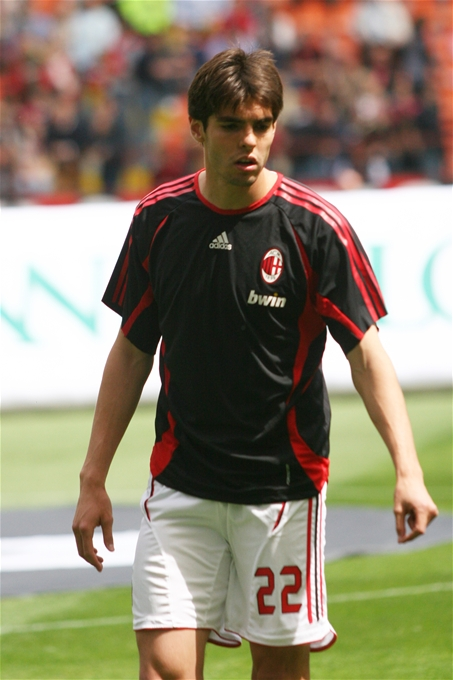
Kaká trong màu áo Milan.

Sau khi Shevchenko chuyển sang Chelsea FC ở đầu mùa giải 2006–07, Kaká đã trở thành nhân tố quan trọng bậc nhất trên hàng công của AC Milan và anh thường thi đấu ở cả vị trí tiền vệ và tiền đạo. Anh trở thành chân sút ghi nhiều bàn nhất tại UEFA Champions League 2006-07 với 10 bàn thắng, đóng góp quan trọng vào thắng lợi của AC Milan trên mặt trận châu Âu. Một trong số các bàn thắng của anh đã giúp Rossoneri đánh bại Celtic 1–0 trong hiệp phụ để AC Milan giành chiến thắng chung cuộc 1-0 sau hai lượt trận và ba bàn rất quan trọng khác trong chiến thắng chung cuộc 5-3 của AC Milan trước Manchester United trong hai trận bán kết dù AC Milan đã thua ở trận lượt đi. Sau trận thua 0-3 trên sân San Siro ngày 2 tháng 5 của nhà vô địch nước Anh, huấn luyện viên Manchester United, Alex Ferguson, đã tuyên bố rằng Kaká là một trong 2 cầu thủ xuất sắc nhất thế giới, cùng với học trò của ông là Cristiano Ronaldo. Tuy nhiên tuyên bố này được cho là mang tính động viên đối với Cristiano Ronaldo bởi vào thời điểm đó khả năng cũng như phong độ của cầu thủ này chưa thể so sánh với Kaká. Tháng trước đó, một nhóm chuyên gia do tờ Gazzetta dello Sport của Italia lập ra đã tuyên bố rằng Kaká là cầu thủ hay nhất thế giới. Shevchenko cũng góp lời ca ngợi và cho rằng Kaká xứng đáng giành Quả bóng Vàng.
Lần đầu tiên Kaká giành chức vô địch Champions League khi AC Milan đánh bại Liverpool 2–1 tại Athens ngày 23 tháng 5 năm 2007. Dù không ghi bàn thắng, anh đã giúp đội bóng có được một quả đá phạt dẫn tới bàn thắng đầu tiên của Filippo Inzaghi, và cũng góp công rất lớn ở bàn thắng thứ hai khi anh chuyền bóng thuận lợi để Pippo ghi bàn. Với màn trình diễn siêu hạng trong suốt mùa giải, anh đã được bầu là Cầu thủ được yêu mến nhất trong mùa giải với trong cuộc lấy ý kiến hơn 100.000 người truy cập trang UEFA.com được Vodafone tài trợ. Tháng 6 năm 2007, tờ Kicker của Đức gọi anh là cầu thủ hay nhất thế giới, Cristiano Ronaldo và Ronaldinho về ở vị trí thứ hai và thứ ba, cùng lúc anh cũng được tờ The Times của Anh vinh danh. Ngày 30 tháng 8 năm 2007, Kaká được UEFA chọn đứng đầu danh sách cầu thủ tham gia Champions League 2006-07 và cả danh hiệu Cầu thủ của năm.
Anh đã chơi trận thứ 200 trong màu áo AC Milan ở trận hoà 1-1 với Calcio Catania ngày 30 tháng 9 năm 2007, vào ngày 5 tháng 10, anh được bầu làm Cầu thủ hay nhất thế giới của FIFPro mùa giải 2006-07.
Ngày 2 tháng 12 năm 2007, Kaká được nhận danh hiệu Quả bóng vàng châu Âu, trở thành cầu thủ thứ tám của AC Milan giành danh hiệu này. Anh giành thắng lợi lớn với 444 phiếu, bỏ xa người thứ hai là Cristiano Ronaldo. Khi nhận danh hiệu tại Paris, anh đã phát biểu, "Đây là một năm tuyệt vời và danh hiệu Quả bóng Vàng đánh dấu một mùa giải 2007 đáng nhớ...Tôi muốn cảm ơn Chúa người đã đưa tôi tới đây ngày hôm nay. Và tôi cảm ơn vợ tôi, cha mẹ và AC Milan, đội bóng đã giúp tôi giành chiến thắng. Tôi cũng cảm ơn các đồng đội, cả ở AC Milan và đội tuyển Brasil, và tất cả những người hâm mộ." Ngày 29 tháng 2 năm 2008, Kaká đồng ý kéo dài hợp đồng với AC Milan theo đó anh sẽ ở lại câu lạc bộ Ý này cho tới tận năm 2013.
Vì những đóng góp của anh cả trong và ngoài sân cỏ, tờ Time đã đưa Kaká vào Time 100, danh sách 100 nhân vật có nhiều ảnh hưởng nhất trên thế giới ngày 2 tháng 5 năm 2008.
Vào ngày 6 tháng 3 năm 2009, tờ Football Italia nói rằng chủ tịch mới được bầu của Real Madrid Florentino Pérez đã ra giá Kaká cho AC Milan với giá 68,5 triệu bảng Anh, hai ngày sau khi cầu thủ này rời khỏi câu lạc bộ để về đá cho đội tuyển quốc gia. Phó chủ tịch AC Milan Adriano Galliani không phủ nhận thông tin này, và xác nhận rằng cha của Kaká đã đến Tây Ban Nha để gặp Pérez. Vào ngày 4 tháng 6, Galliani nói với Gazzetta dello Sport rằng tiền bạc chính là lý do chính để ông ngồi lại nói chuyện với Pérez.

### Real Madrid

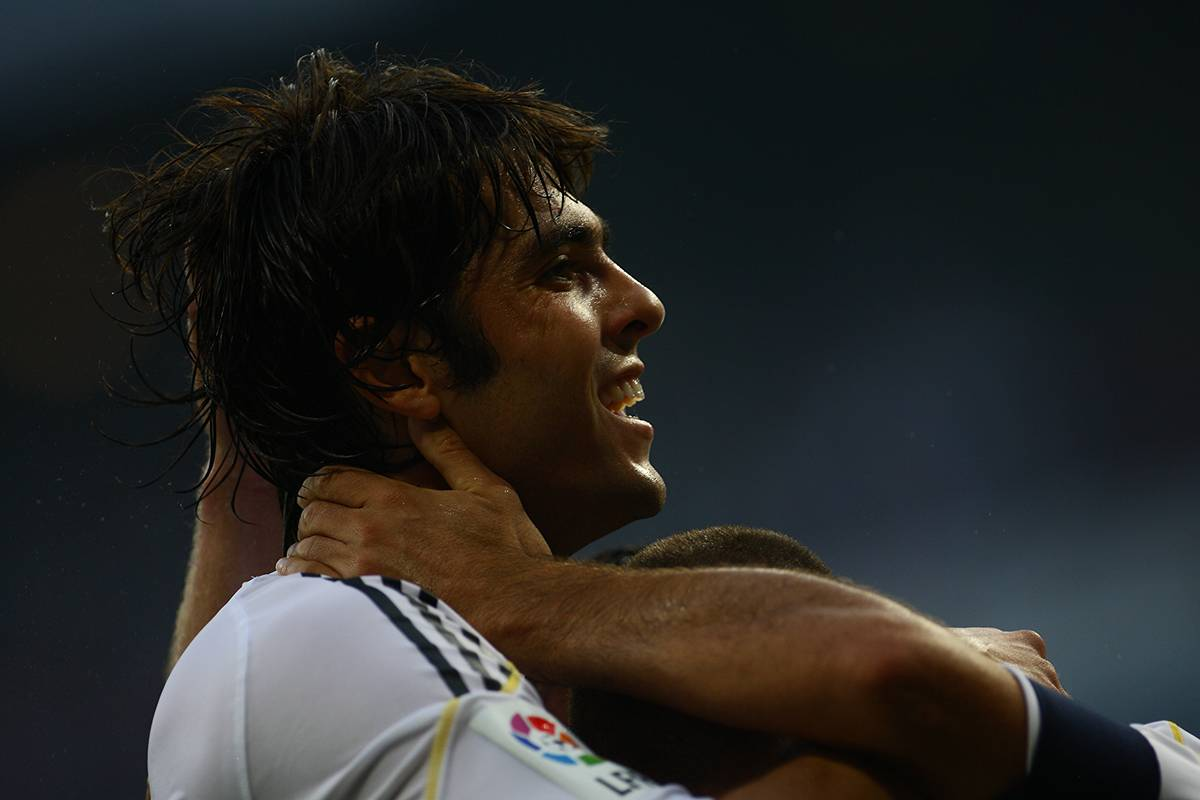
Kaká cùng với Real Madrid vào tháng 8 năm 2009.

Ngày 8 tháng 6, Kaká đã ký hợp đồng có thời hạn 6 năm với Real Madrid với giá chuyển nhượng không được tiết lộ nhưng được tin là khoảng 56 triệu bảng Anh hoặc 68 triệu euro, đưa anh trở thành cầu thủ đầu tiên được Pérez mua về kể từ ông này được tái đắc cử làm chủ tịch đội bóng. Số tiền chuyển nhượng cũng tạo ra một kỷ lục về giá chuyển nhượng trên thế giới, phá kỷ lục cũ của Zinédine Zidane khi chuyển từ Juventus đến Madrid năm 2001. Kaká thừa nhận động lực để chuyển đội bóng là giúp AC Milan vượt qua khó khăn tài chính, và Real Madrid là câu lạc bộ duy nhất mà anh có thể chuyển qua. Anh cũng nói rằng anh đã được David Beckham, một cựu cầu thủ Real Madrid, khuyên nhủ trước khi quyết định chuyển nhượng. Kaká có trận đấu đầu tiên cho câu lạc bộ mới vào ngày 7 tháng 8 năm 2009, trong trận giao hữu thắng 5–1 trước Toronto FC. Anh ghi bàn thắng đầu tiên trong trận đấu trước mùa giải gặp Borussia Dortmund vào ngày 19 tháng 8 năm 2009, trận đấu kết thúc với thắng lợi 5–0. Kaká sau đó có trận đấu đầu tiên tại La Liga vào ngày 29 tháng 8 trong trận thắng 3–2 trước Deportivo La Coruña.
Ngày 5 tháng 8 năm 2010, Real Madrid thông báo rằng Kaká đã phẫu thuật thành công chấn thương đầu gối trái và anh sẽ không xuất hiện trong bốn tháng trên sân cỏ. Kaká trở lại tập luyện sau một thời gian dài và huấn luyện viên José Mourinho nói rằng việc Kaká trở lại như ký thêm một hợp đồng mới.

### Trở lại AC Milan
Ngày 2 tháng 9 năm 2013, Kaká được xác nhận là sẽ trở lại AC Milan từ Real Madrid, sau khi đồng ý các điều khoản trong hợp đồng. Hợp đồng có thời hạn 2 năm với mức lương là 4 triệu euro/mùa. Ở AC Milan anh sẽ là đội trưởng. Anh làm đội trưởng của AC Milan trong trận đấu đầu tiên, lấy từ Marco Amelia trong một trận đấu với FC Chiasso.

## Đội tuyển quốc gia
Kaká khởi đầu sự nghiệp quốc tế tại tuyển Brasil vào tháng 2 năm 2002 trong trận đấu với Bolivia. Anh là một thành viên của tuyển Brasil vô địch World Cup 2002, nhưng chỉ chơi được 25 phút cả giải, trong trận đấu không mang ý nghĩa quan trọng với Costa Rica. 
Vào năm 2003, Kaká là đội trưởng của tuyển tham dự Gold Cup, nơi Brazil kết thúc giải ở vị trí thứ 2, và Kaká là cầu thủ xuất sắc thứ hai của giải với 3 bàn thắng. Sau đó anh thường xuyên có mặt trong đội hình chính. Vào 29 tháng 6 năm 2005, anh ghi 1 bàn trong trận mà đội tuyển vàng xanh đả bại Argentina 4-1 tại chung kết Confederations Cup 2005. Bàn thắng được ghi từ 1 cú sút mạnh vào góc cao bên tay phải khung thành. Năm đó, anh về vị trí thứ 10 trong cuộc bầu chọn cầu thủ xuất sắc nhất năm của FIFA. 
Kaká là một trong những niềm hy vọng của Brasil tại World Cup 2006. Anh đã ghi bàn thắng đầu tiên cho mình tại World Cup và bàn thắng đầu tiên cho Brasil tại giải này, trong trận thắng Croatia 1-0. Anh được chọn làm "cầu thủ của trận đấu". Anh không giữ phong độ cao trong những trận đấu tiếp theo của mùa giải, và Brasil cũng dừng lại ở tứ kết với trận thua Pháp. Vào ngày 3 tháng 12 năm 2006, anh ghi 1 bàn ấn tượng cho tuyển quốc gia, sau khi có bóng từ pha phạt góc hỏng của tuyển Argentina, anh dốc bóng tốc độ sang phần sân đội bạn và sút vào lưới.
Ngày 12 tháng 5 năm 2007, sau một thời gian tập trung sức lực cho Serie A và Champions League, Kaká đã xin phép không tham dự Copa América: "...đã 3 mùa giải liên tiếp, tôi không được nghỉ ngơi chút nào... Tôi chính thức kiến nghị CBF để tôi ngoài danh sách tuyển thủ dự Copa America sắp tới". Huấn luyện viên Brasil, ông Dunga không hài lòng, ông tôn trọng ý định đó và cho anh như nguyện, song nhấn mạnh là nếu cứ như thế anh sẽ mất chỗ trong tuyển quốc gia. Kaká sau đó vẫn được đá 70 phút trong trận giao hữu với Anh, mà Brasil đã hòa với tỉ số 1–1 (ngày 1 tháng 6). Anh chỉ được chơi 30 phút trong trận hòa không bàn thắng với Thổ Nhĩ Kỳ vào ngày 5 tháng 6.
Ngày 27/10/2011, anh đã được triệu tập lại đội tuyển quốc gia.

### FIFA World Cup 2010
Ở World Cup 2010, Kaká là niềm hi vọng số 1 của Seleção ở hàng tiền vệ. Anh đều có tên trong đội hình xuất phát 2 trận đầu tiên tại vòng bảng:
- Trận thứ nhất: Brazil 2-1 Bắc Triều Tiên. Anh thi đấu tròn vai nhưng chưa đáp ứng được kì vọng của nhiều người và bị thay ra phút 88 cho tiền vệ Ramires vào.
- Trận thứ hai: Brazil 3-1 Bờ Biển Ngà. Về mặt chuyên môn, Kaká thi đấu ấn tượng khi hoàn thành vai trò khuấy đảo hàng phòng ngự đối phương và kiến tạo 2 đường chuyền thành bàn cho Luis Fabiano và Elano lập công. Nhưng phút 83, anh phải nhận thẻ vàng thứ Hai trong trận, đồng nghĩa phải rời sân và bị treo giò 1 trận. Đáng lưu ý là thẻ vàng thứ nhất cách đó chỉ 4 phút, Kaká đã liên tiếp không thể kiềm chế trước lối chơi áp sát thô bạo và tiểu xảo của các cầu thủ đội Bờ Biển Ngà.
- Trận thứ ba: Brazil 3-0 Chile. Anh trở lại với trận gặp Chile ở vòng 1/16 và cùng đội tuyển giành thắng lợi 3-0.
- Trận thứ tư: Brazil 1-2 Hà Lan.Bước vào tứ kết gặp Hà Lan, anh cùng đồng đội thi đấu hay và dẫn trước Hà lan 1-0, nhưng sang hiệp hai, Brazil để thua 2 bàn khó hiểu trong đó có bàn phản lưới nhà và ngậm ngùi xách vali về nước.

## Đời sống cá nhân

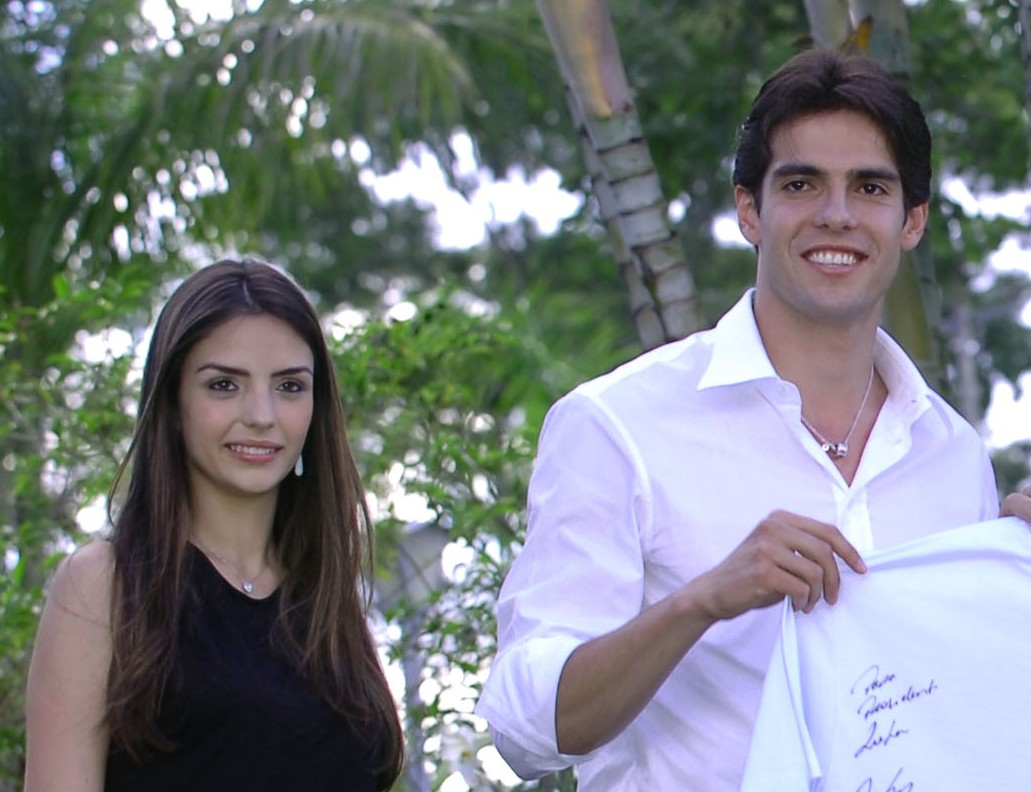
Kaká và vợ cũ, Caroline Celico

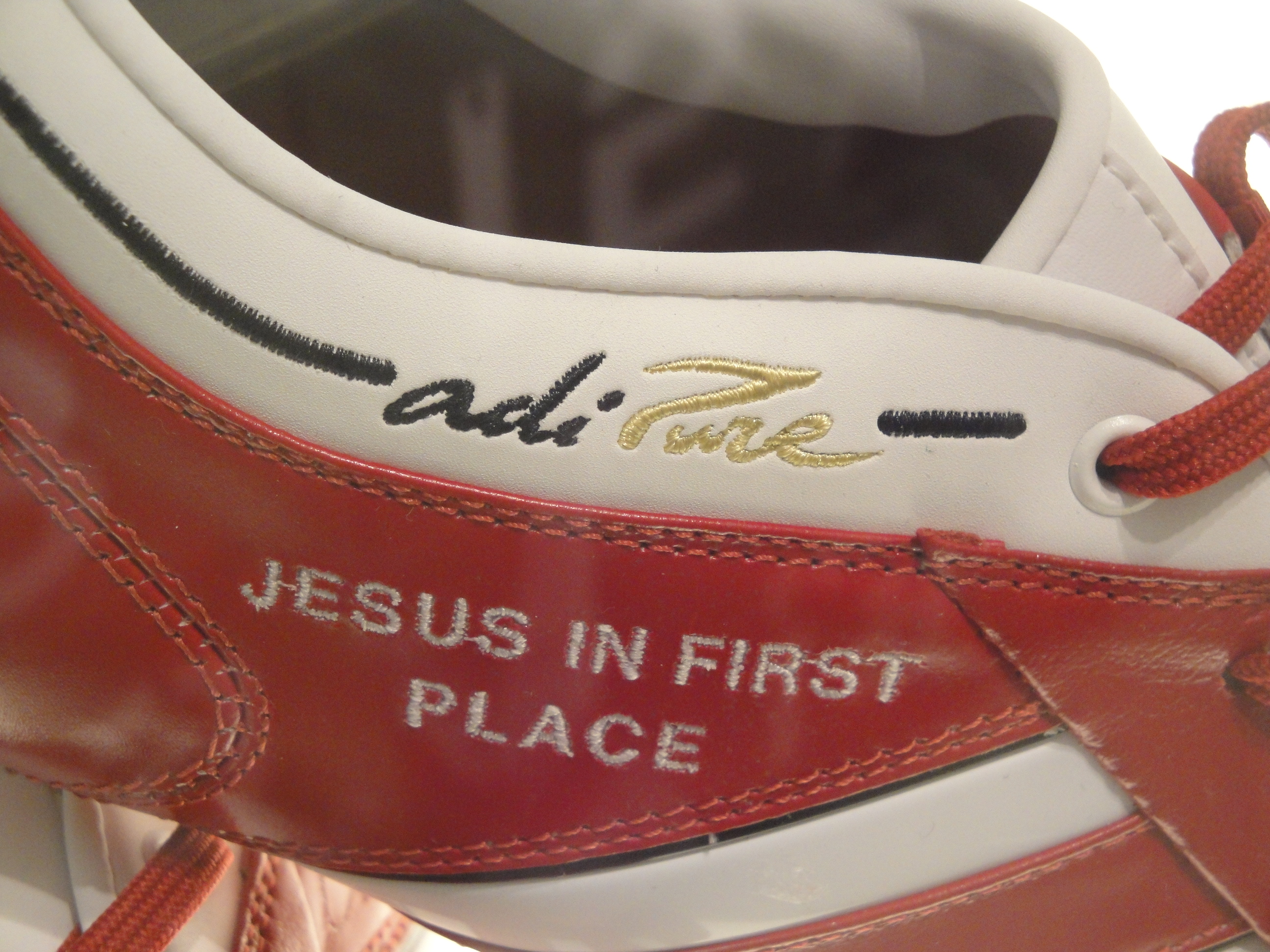
Giày của Kaká với dòng chữ Jesus in first place

Là một tín hữu Cơ Đốc nhiệt thành theo trào lưu Tin Lành, Kaká đã chấp nhận niềm tin tôn giáo từ năm 12 tuổi: "Tôi đã học biết rằng chính đức tin quyết định liệu một điều sẽ xảy ra hay không." Anh thường lật áo thi đấu để lộ chiếc áo trong có dòng chữ "I Belong to Jesus" (Tôi thuộc về Chúa Jesus) khi ghi bàn, và đã quỳ xuống cầu nguyện ngay trên sân sau trận chung kết thắng lợi của AC Milan tại Champions League mùa giải 2007. Kaká trước đó cũng đã để lộ chiếc áo này trong lễ mừng Scudetto mùa giải 2004 của AC Milan và sau khi đội tuyển Brazil đánh bại Đức trong trận chung kết World Cup 2002, cũng dòng chữ đó cùng với câu "God Is Faithful" (Chúa là Đấng Thành tín) trên vành giày của anh. Trong lễ mừng sau trận thắng 4-1 của Brasil trước Argentina tại trận chung kết Cúp các Liên đoàn của FIFA 2005, anh và nhiều đồng đội, có cả thủ môn Gomes và hậu vệ Lúcio, đã mặc những chiếc áo phông có dòng chữ "Jesus Loves You" (Chúa Giê-xu Yêu Bạn) bằng nhiều ngôn ngữ.
Kaká là thành viên của tổ chức Atletas de Cristo ("Các Vận động viên của Chúa Giê-xu"). Anh thường ăn mừng bàn thắng bằng cách chỉ lên bầu trời như một dấu hiệu gửi lời tạ ơn tới Chúa. Âm nhạc Kaká yêu thích là nhạc Phúc âm, quyển sách gối đầu giường của anh là Kinh Thánh. Từ tháng 11 năm 2004, anh phục vụ trong cương vị Đại sứ Chống nạn Đói cho Chương trình Lương thực Thế giới của Liên Hợp Quốc, người trẻ nhất ở vị trí danh dự này cho tới thời điểm anh được chỉ định.
Anh kết hôn với cô bạn gái từ thủa nhỏ, Caroline Celico. Hôn lễ cử hành ngày 23 tháng 12 năm 2005 tại Nhà thờ Tin Lành Reborn in Christ ở São Paulo, Brazil. Con trai đầu lòng của họ, Luca Celico Leite, ra đời tại São Paulo ngày 10 tháng 6 năm 2008. và con gái của họ, Isabella, ra đời vào ngày 23 tháng 4 năm 2011. Tuy nhiên, sau 10 năm chung sống, hai người đã chính thức ly dị.
Bày tỏ quan điểm của mình về hôn nhân, Kaká tự hào rằng mình vẫn luôn chung thủy cho tới ngày cưới; trả lời phỏng vấn tờ Vanity Fair, Kaká hãnh diện cho biết: "Tôi và Caroline quyết định giữ cho nhau đến ngày đám cưới. Kinh Thánh dạy rằng đó chính mới là tình yêu đích thực. Sự thật là chúng tôi đã có đêm tân hôn thực sự có ý nghĩa".
Kaká đã tuyên thệ để trở thành công dân Italia ngày 12 tháng 2 năm 2007. Anh chủ yếu chỉ nhận quảng cáo cho Adidas, và cũng có một hợp đồng làm người mẫu với Armani, nhưng hợp đồng này khiến anh không thể xuất hiện cùng với các đồng đội tại Milan, trong bộ ảnh được Dolce & Gabbana xuất bản đầu năm 2007.
Ngày 11 tháng 1 năm 2016, Kaka vinh dự công bố,và trao Quả bóng vàng FIFA 2015 cho Lionel Messi.

## Tên thân mật
Tên hiệu của anh được phát âm theo kiểu nhấn ở âm tiết thứ hai. Đây là kiểu gọi tên thân mật thông thường cho "Ricardo" tại Brasil. Tuy nhiên, trong trường hợp của Kaká, nó do người em Rodrigo, thường được gọi là Digão, đặt ra, gọi anh là "Caca" vì không thể phát âm được chữ "Ricardo" khi họ còn nhỏ; và cuối cùng nó trở thành Kaká. Anh thỉnh thoảng cũng được truyền thông châu Âu gọi là "Ricky Kaká".

## Thống kê sự nghiệp

### Câu lạc bộ
| Câu lạc bộ      | Mùa giải       | Giải đấu | Giải đấu | Giải đấu | Cúp  | Cúp | Cúp      | Châu lục1 | Châu lục1 | Châu lục1 | Khác2 | Khác2 | Khác2    | Tổng cộng | Tổng cộng | Tổng cộng |
| Câu lạc bộ      | Mùa giải       | Trận     | Bàn      | Kiến tạo | Trận | Bàn | Kiến tạo | Trận      | Bàn       | Kiến tạo  | Trận  | Bàn   | Kiến tạo | Trận      | Bàn       | Kiến tạo  |
| --------------- | -------------- | -------- | -------- | -------- | ---- | --- | -------- | --------- | --------- | --------- | ----- | ----- | -------- | --------- | --------- | --------- |
| São Paulo       | 2001           | 27       | 12       | —        | 7    | 1   | —        | 5         | 0         | —         | 16    | 4     | —        | 55        | 17        | —         |
| São Paulo       | 2002           | 22       | 9        | —        | 9    | 6   | —        | —         | —         | —         | 17    | 8     | —        | 48        | 23        | —         |
| São Paulo       | 2003           | 10       | 2        | —        | 5    | 0   | —        | —         | —         | —         | 7     | 5     | —        | 22        | 7         | —         |
| São Paulo       | Tổng cộng      | 59       | 23       | —        | 21   | 7   | —        | 5         | 0         | —         | 40    | 17    | —        | 125       | 47        | —         |
| Milan           | 2003–04        | 30       | 10       | 4        | 4    | 0   | 0        | 10        | 4         | 1         | 1     | 0     | 0        | 45        | 14        | 5         |
| Milan           | 2004–05        | 36       | 7        | 5        | 1    | 0   | 0        | 13        | 2         | 4         | 1     | 0     | 0        | 51        | 9         | 9         |
| Milan           | 2005–06        | 35       | 14       | 3        | 2    | 0   | 0        | 12        | 5         | 2         | —     | —     | —        | 49        | 19        | 5         |
| Milan           | 2006–07        | 31       | 8        | 6        | 2    | 0   | 0        | 15        | 10        | 5         | —     | —     | —        | 48        | 18        | 11        |
| Milan           | 2007–08        | 30       | 15       | 10       | 0    | 0   | 0        | 9         | 3         | 2         | 3     | 2     | 1        | 42        | 20        | 13        |
| Milan           | 2008–09        | 31       | 16       | 9        | 1    | 0   | 1        | 4         | 0         | 2         | —     | —     | —        | 36        | 16        | 12        |
| Milan           | Tổng cộng      | 193      | 70       | 37       | 10   | 0   | 1        | 63        | 24        | 16        | 5     | 2     | 1        | 271       | 96        | 55        |
| Real Madrid     | 2009–10        | 25       | 8        | 6        | 1    | 0   | 0        | 7         | 1         | 2         | —     | —     | —        | 33        | 9         | 8         |
| Real Madrid     | 2010–11        | 14       | 7        | 5        | 3    | 0   | 0        | 3         | 0         | 1         | —     | —     | —        | 20        | 7         | 6         |
| Real Madrid     | 2011–12        | 27       | 5        | 9        | 4    | 0   | 0        | 8         | 3         | 5         | 1     | 0     | 0        | 40        | 8         | 14        |
| Real Madrid     | 2012–13        | 19       | 3        | 3        | 2    | 1   | 0        | 6         | 1         | 1         | 0     | 0     | 0        | 27        | 5         | 4         |
| Real Madrid     | Tổng cộng      | 85       | 23       | 23       | 10   | 1   | 0        | 24        | 5         | 10        | 1     | 0     | 0        | 120       | 29        | 32        |
| Milan           | 2013–14        | 30       | 7        | 4        | 1    | 0   | 0        | 6         | 2         | 1         | —     | —     | —        | 37        | 9         | 5         |
| Milan           | Tổng cộng      | 30       | 7        | 4        | 1    | 0   | 0        | 6         | 2         | 1         | 0     | 0     | 0        | 37        | 9         | 5         |
| São Paulo       | 2014           | 13       | 1        | 1        | 0    | 0   | 0        | 1         | 1         | 0         | —     | —     | —        | 14        | 2         | 1         |
| São Paulo       | Tổng cộng      | 19       | 2        | 1        | 0    | 0   | 0        | 5         | 1         | 3         | 0     | 0     | 0        | 24        | 3         | 4         |
| Orlando City SC | 2015           | 28       | 9        | 7        | 1    | 1   | 0        | 0         | 0         | 0         | —     | —     | —        | 29        | 10        | 7         |
| Orlando City SC | 2016           | 24       | 9        | 0        | 0    | 24  | 9        |           |           |           |       |       |          |           |           |           |
| Orlando City SC | 2017           | 15       | 4        | 0        | 0    | 15  | 4        |           |           |           |       |       |          |           |           |           |
| Orlando City SC | Tổng cộng      | 67       | 22       | 2        | 1    | —   | —        | —         | —         | 69        | 23    | —     |          |           |           |           |
| Tổng sự nghiệp  | Tổng sự nghiệp | 453      | 147      | 44       | 9    | 102 | 31       | 46        | 19        | 645       | 206   |       |          |           |           |           |

1Bao gồm các giải đấu Copa Libertadores, UEFA Champions League và Siêu cúp bóng đá châu Âu

2Các giải khác gồm Siêu cúp bóng đá Ý, Cúp bóng đá liên lục địa và Giải vô địch bóng đá thế giới các câu lạc bộ

### Đội tuyển quốc gia
| Brasil    |      |     |          |
| Năm       | Trận | Bàn | Kiến tạo |
| 2002      | 5    | 1   | 1        |
| 2003      | 10   | 5   | 0        |
| 2004      | 8    | 3   | 2        |
| 2005      | 13   | 3   | 3        |
| 2006      | 11   | 5   | 3        |
| 2007      | 12   | 5   | 2        |
| 2008      | 3    | 1   | 2        |
| 2009      | 13   | 3   | 6        |
| 2010      | 7    | 1   | 4        |
| 2012      | 3    | 2   | 1        |
| 2013      | 2    | 0   | 0        |
| 2014      | 2    | 0   | 1        |
| 2015      | 2    | 0   | 0        |
| 2016      | 1    | 0   | 0        |
| Tổng cộng | 92   | 29  | 25       |

## Thành tích

### Câu lạc bộ

#### São Paulo
- Copa de Juvenil: 2000
- Torneio Rio-São Paulo: 2001
- Supercampeonato Paulista: 2002

#### Milan
- Serie A: 2003–04
- Supercoppa Italiana: 2004
- UEFA Champions League: 2006–07
- UEFA Super Cup: 2003, 2007
- FIFA Club World Cup: 2007

#### Real Madrid
- Copa del Rey: 2010–11
- La Liga 2011-2012

### Quốc tế
- FIFA World Cup: 2002
- Copa América: 2007
- FIFA Confederations Cup: 2005, 2009

### Danh hiệu cá nhân
- Revista Placar Bola de Ouro: 2002
- Campeonato Brasileiro Bola de Prata (best player by position): 2002
- CONCACAF Gold Cup Best XI: 2003
- Cầu thủ nước ngoài trong năm của Serie A: 2004, 2007
- Serie A Footballer of the Year: 2004, 2007
- Tiền vệ xuất sắc nhất UEFA: 2005
- Đội hình UEFA trong năm: 2006, 2007
- Cầu thủ xuất sắc nhất thế giới lần thứ 11 của Hiệp hội các cầu thủ chuyên nghiệp quốc tế: 2006, 2007
- Những giải thưởng cá nhân cấp câu lạc bộ của UEFA: 2006-07
- Tiền đạo xuất sắc nhất năm: 2006-07
- Cầu thủ xuất sắc cấp câu lạc bộ của năm: 2007
- Cầu thủ xuất sắc nhất thế giới của Hiệp hội các cầu thủ chuyên nghiệp quốc tế: 2007
- Ballon d'Or: 2007
- Quả bóng vàng Giải vô địch bóng đá thế giới các câu lạc bộ: 2007
- Toyota Award: 2007
- Cầu thủ xuất sắc nhất năm của FIFA: 2007
- Cầu thủ hay nhất năm của tạp chí World Soccer: 2007
- Onze d'Or: 2007
- World's best Playmaker: 2007
- IAAF Latin Sportsman of the Year: 2007